# Jean-Claude Schindelholz
Jean-Claude Schindelholz (11 ottobre 1940) è un ex calciatore svizzero, di ruolo attaccante.